# بيل شارب
بيل شارب (بالإنجليزية: Bill Sharp)‏ هو لاعب كرة قاعدة أمريكي، ولد في 18 يناير 1950 في ليما في الولايات المتحدة.

## وصلات خارجية
- بيل شارب على موقع دوري كرة القاعدة الرئيسي (الإنجليزية)
- بيل شارب على موقعبيزبول رفرنس.كوم (الدوري الرئيسي) (الإنجليزية)